# Дуньмага
Дуньмага (тронное имя кит. упр. 长寿天亲可汗, пиньинь changshoutianqingkehan, палл. Чаншоутяньцинкэхань, личное имя кит. упр. 移地健, пиньинь dunmohedagan, палл. Дуньмохэдагань) — каган уйгурского каганата с 780 года по 789 год.

## Правление
После убийства Идягяня Дуньмага занял престол как каган-ставленник Китая. Он немедленно отправил посла в Чанъань. В ответ через губернатора ему дали титул Уичэнгункэхань (武義成功可汗). Также он изгнал манихеев, поскольку те были любимчиками Идягяня.

### Казнь Тудуна Имиши
Чтобы расположить к себе уйгурских старейшин, танские власти позволяли им свободно приезжать в столицу для торговли. Однажды князь Тудун Имиша (突董翳蜜施) из рода Мэйлу возвращался из китайской столицы домой и они остановились в Чжэньу (振武) (ныне АР Внутренняя Монголия) и жили там за счёт казны 3 месяца, производя при этом большие беспорядки. Чжан Гуаншэн (張光晟) был цзюньши (軍使) — военным инспектором округа. Он узнал, что Тудун Имиша, видимо, не торопится в орду, зная, что каган начал расправы с неугодными старейшинами. Уйгуры причиняли много вреда местным жителям и как выяснилось тайком воровали девочек и в мешках отправляли их в Уйгурию для продажи в рабство. Чжан Гуаншэн решил покончить с уйгурами. Он послал записку в которой сообщал, что Тудун везёт припасы для мятежников, чтобы сбросить кагана и лучше Тудуна убить. Он получил разрешение и отправил мелкого чиновника нагрубить Тудуну. Тудун побил чиновника плетью и тогда войска Чжана схватили уйгур и всех казнили, но одного отправили сообщить кагану, что Тудун был мятежник. Всё имущество было конфисковано, а девочек вернули в столицу.
Юань Сю (源休) был отправлен в Тайюань для переговоров с уйгурами. Но быстро стало понятно, что отношения испорчены. В 781 Юань Сю отправился в ставку кагана с приказом Тудуна и выяснил, что Тудун был дядей кагана и князья требуют мести. Юань Сю сказал, Чжан Гуаншэна сняли с поста и понизив отправили в ссылку (его действительно перевели служить подальше от уйгур), но Тудун поплатился справедливо. Уйгуры решили убить послов, но каган их остановил и сказал послам, что желает 1,8 млн монет за лошадей. Он отправил своих советников вместе с китайскими послами в Чанъань. Император наградил своих послов золотом и шёлком.

### Договор 788 года
В 783 Дуньмага запросил о мире и родстве. Тан Дай-цзун предвидел ухудшение в отношениях с уйгурами и не желал отдавать княжну. Он решил посоветоваться с цзайсяном Ли Ми (李泌). Ли Ми согласовал с императором новый договор и уйгуры согласились на него. Условия были следующие:

1. Каган — вассал императора.
2. Уйгурской посольство — не более 200 человек.
3. Китай не покупает за шёлк более 1000 лошадей
4. Уйгуры не вывозят людей из Китай

Уйгуры приняли эти условия и Хэцюе Дагань (合闕達幹) отправился за принцессой Сюй Цзян (許降), но не забрал её, а получил её портрет и отвёз его кагану. В 788 году уйгурское посольство отправилось за царевной. В посольство вошли советник Цзяде (夾跌) с 1000 человек сопровождающих, сестра кагана Гудулу Пига (骨咄祿毗伽) с 50 жёнами князей. Племя Шивэй (室韋) напало на процессию и убило 300 человек. Остальных император разместил в столице и милостиво принял. От посла он узнал, что каган готовит армию для помощи Тан в войне с Тибетом. Также Цзяде попросил императора в официальных документах не писать «回紇» — хуэйхэ-уйгур, а писать хуэйху — «回鶻» со знаком 鶻 — сапсан. После длительного пиршества, император отпустил царевну с уйгурами, предварительно пожаловав ей титул Чжихой-дуаньчжэн-чаншоу-сяошунь-кэдунь(智惠端正長壽孝順可敦).
Не прошло и года после свадьбы, как в 789 Дуньмага умер и ему наследовал сын Долосы (多邏斯), провозглашённый каганом Паньгуанем.